# 罗桑多杰
罗桑多杰（藏語：བལོ་བཟང་རྡོ་རྗེ，威利转写：blo bzang rdo rje；1657年—？）藏族，祁嘉部落的当彩村（今青海省平安县石灰窑乡当彩村）人，第一世当彩活佛。

## 生平
1657年，罗桑多杰生于塔尔寺六部族之一的祁嘉部落的当彩村。“当彩”藏语意为“虎啸”。这是因为当彩村有一处地方（小山）形状像一头灰白色蹲坐的猛虎，虎口张大，似乎正在咆啸，故此处的地名、村名都叫“当彩”。由罗桑多杰开始的当彩活佛系统，也因此而得名。